# Museo Ariana

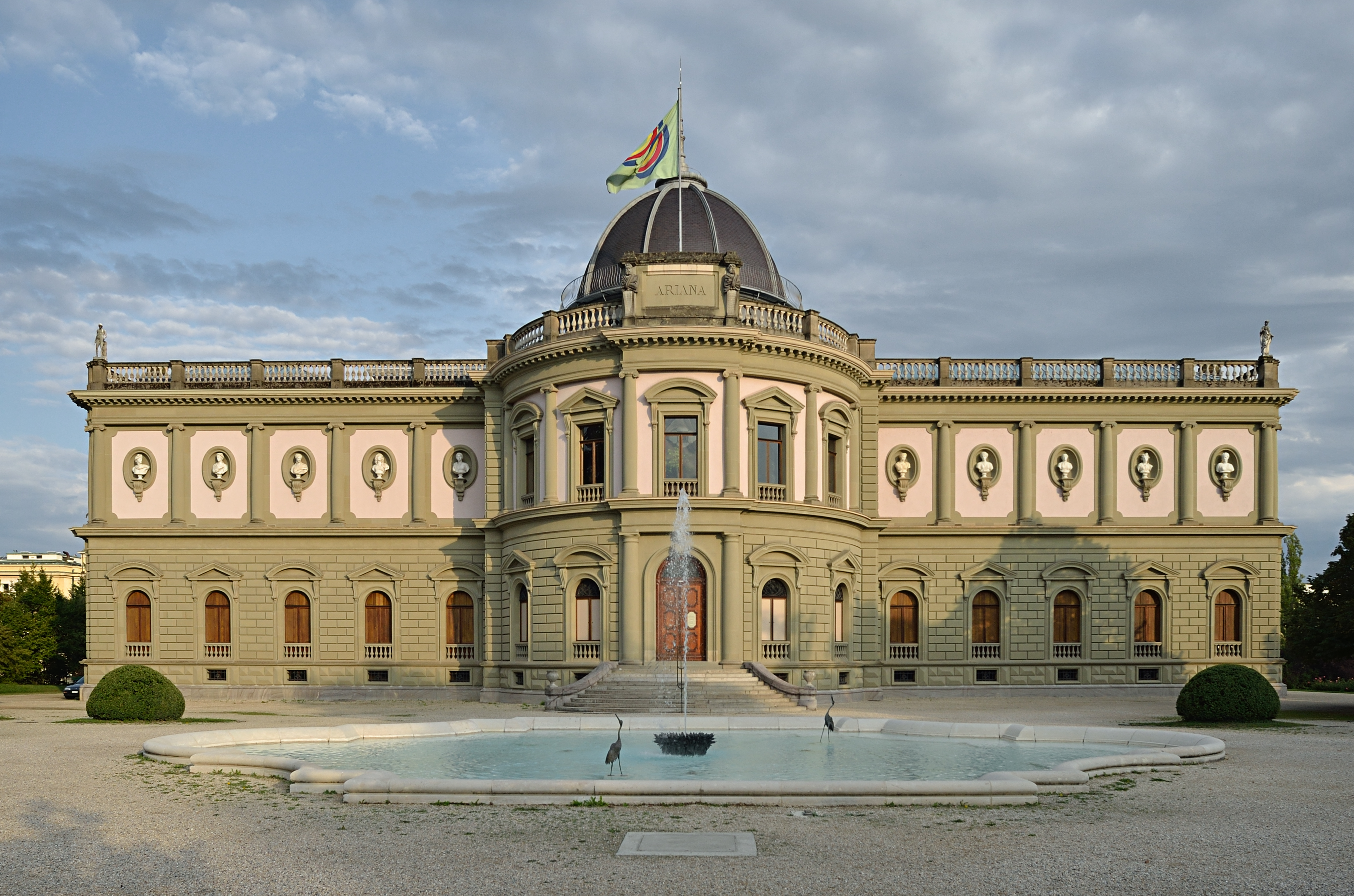
Vista frontal del Musée Ariana.

El Museo Ariana (Musée Ariana) de cerámica y cristal, en Ginebra (Suiza), también conocido como Musée suisse de la céramique et du verre (Museo suizo de cerámica y cristal), contiene alrededor de 20,000 objetos de los últimos 1,200 años, que representan la amplitud histórica, geográfica, artística y tecnológica de la fabricación de cristal y cerámica durante ese periodo, una colección única en su clase en territorio suizo.
Construido entre 1877 y 1884, y conformado por elementos del  neoclásico y neobarrocos, el Ariana está situado en la avenida de la Paz (Avenue de la Paix), cerca del Palacio de las Naciones. Fue construido para albergar la colección privada del coleccionista de arte suizo Gustave Revilliod, que lo nombró así en memoria de su madre, Ariane de la Rive, y más tarde lo legó a la ciudad de Ginebra.  Desde 1934 el museo ha sido miembro de la asociación de Ginebra de museos de arte e historia, Les Musées d'arte et d'histoire Geneve, asociado al Museo de Arte e Historia de Ginebra  Posteriormente, algunas piezas de la colección han sido enviadas a otros museos mientras que el Museo Ariana ha adquirido exposiciones nuevas en intercambio, centrando en sus salas la colección en cristal y cerámica.
Tras una docena de años en obras, el edificio se abrió al público en 1993. Es sede oficial de la Academia Internacional de Cerámica.